# Pascal Nabow
Pascal Nabow (ur. 7 października 1989) – niemiecki lekkoatleta specjalizujący się w biegach sprinterskich.
Był członkiem niemieckiej sztafety 4 x 400 metrów, która zdobyła w 2007 roku wicemistrzostwo Europy juniorów, a w 2008 roku brązowy medal mistrzostw świata juniorów. 
Rekord życiowy w biegu na 400 metrów: 46,32 (20 lipca 2008, Berlin). 

## Osiągnięcia
| Rok  | Impreza                     | Miejsce   | Konkurencja        | Lokata     | Wynik   |
| ---- | --------------------------- | --------- | ------------------ | ---------- | ------- |
| 2007 | Mistrzostwa Europy juniorów | Hengelo   | sztafeta 4 x 400 m | 2. miejsce | 3:08,64 |
| 2008 | Mistrzostwa świata juniorów | Bydgoszcz | sztafeta 4 x 400 m | 3. miejsce | 3:06,47 |
| 2008 | Mistrzostwa świata juniorów | Bydgoszcz | bieg na 400 m      | eliminacje | 48,06   |